# Si tú no estás (canción de Nicky Jam)
«Si tú no estás» es la primera canción del álbum Greatest Hits, Vol. 1, del cantante Nicky Jam, en colaboración con el artista De La Ghetto, producida por Denny Way y DJ Blass. La canción salió al mercado digital el 13 de septiembre de 2014, y rápidamente se posicionó como una de las canciones principales en Colombia, Puerto Rico y España. La canción suma, en todas sus versiones más de 300 000 000 reproducciones en YouTube.

## Vídeo musical
El vídeo se grabó en la ciudad de Medellín, Colombia, en una casa lujosa y una discoteca. En el vídeo se puede ver como las parejas de los dos artistas se van, pero ellos a pesar de lo que pasa deciden celebrarlo yendo a la discoteca, en donde se desarrolla el resto del vídeo. Fue subido a la plataforma de YouTube el 2 de febrero de 2015 y actualmente cuenta con más de 300 000 000 de reproducciones.

## Posiciones
| País           | Lista                             | Mejor posición |
| -------------- | --------------------------------- | -------------- |
| Colombia       | National Report                   | 6              |
| Estados Unidos | U.S Billboard Latin Songs         | 34             |
| Estados Unidos | U.S Billboard Latin Airplay       | 15             |
| Estados Unidos | U.S Billboard Latin Digital Songs | 13             |